# Topaz Lake (Nevada)
Pour l’article homonyme, voir Lac Topaz.
Topaz Lake est une census-designated place (CDP) située dans le comté de Douglas, dans l’État du Nevada, aux États-Unis. D'après le recensement de 2020, sa population est de 202 habitants.